# Ouara (Benin)
Ouara ist ein Arrondissement im Departement Alibori in Benin. Es ist eine Verwaltungseinheit, die der Gerichtsbarkeit der Kommune Gogounou untersteht. Gemäß der Volkszählung von 2013 hatte Ouara 16.061 Einwohner, davon waren 7922 männlich und 8139 weiblich.